# Yáng Lìwěi
Yáng Lìwěi  (21. lipnja 1965.) je kineski astronaut. 
Liwei je, 15. listopada 2003. postao prvi astronaut kojeg je Kina lansirala u svemir, čime je postala treća država koja je samostalno lansirala čovjeka u svemir.

## Pozadina
Liwei je rođen u okrugu Suizhong grada Huludao u provinciji Liaoning, u industrijskom kraju sjeveroistočne Kine. Majka mu je bila učiteljica, a otac računovođa. Yangova supruga, s kojom ima sina, je časnik u Kineskoj vojsci.
Yang je s 18 godina pristupio Kineskoj vojsci, gdje je napredovao do čina potporučnika, da bi nakon povratka iz svemira dobio čin do poručnika.

## Karijera astronauta
Yang je kandidat za astronauta postao 1998. godine. 

Asteroid 21064 Yangliwei i fosilna ptica Dalingheornis liweii  su nazvane po njemu.

## Poveznice
- Wan Hu
- Kineski svemirski program

## Vanjske poveznice
- Spacefacts biography of Yang Liwei (engl.)
- United Nations: Background Information on Chinese Astronaut, Yang Liwei (engl.)